# Stipa spegazzinii
Stipa spegazzinii är en gräsart som beskrevs av José Arechavaleta. Stipa spegazzinii ingår i släktet fjädergrässläktet, och familjen gräs. Inga underarter finns listade i Catalogue of Life.